# Kel'el Ware
Kel'el Ware, född 20 april 2004 i Sherwood i Arkansas, är en amerikansk professionell basketspelare (C) som spelar för Miami Heat i National Basketball Association (NBA).
Han draftades av Miami Heat i andra rundan i 2024 års draft som 15:e spelare totalt.
Innan Ware blev proffs studerade han först vid University of Oregon och spelade för universitetets idrottsförening Oregon Ducks. Ware blev senare överförd till Indiana University Bloomington för spel i Indiana Hoosiers.